# Lycomormium
Lycomormium là một chi lan, with 8 species được tìm thấy ở Trung Mỹ và Nam Mỹ.

## Hình ảnh

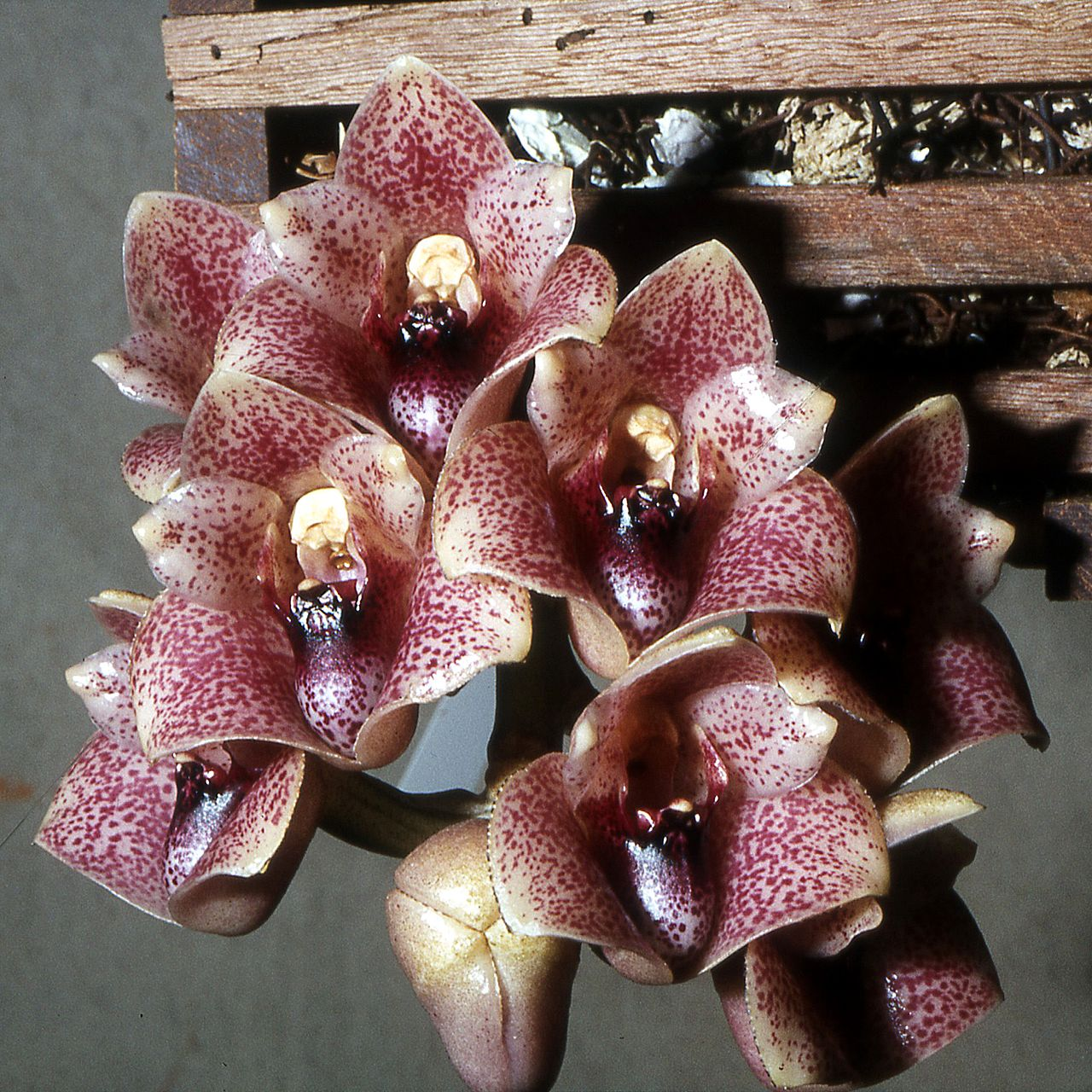